# Поккинен, Эйя
Эйя Поккинен (род. 6 декабря 1939, Кирву, Яскисский уезд; фин. Eija Pokkinen) — финская актриса, известна своими работами в фильмах Охрана замка (1969), Vihreä leski (1968) и Ne jouez pas avec les Martiens (1968).

## Биография
Изучала языки в университете Хельсинки. С 1962 по 1970 работала фотомоделью во Франции. Снялась в таких фильмах, как Onnepeli (1965), Lomaan ja Jäniksen vuoteen, Vihreä leski (1968), Distance (1975). После двенадцати лет за границей, во Франции, Испании, Италии и США, снова поселилась в Финляндии в 1976 году. Переводила фильмы и книги на финский, занималась живописью. В 2019 году вышла её автобиография KYILTOKUVATÜTÖ.